# Freesia laxa
Freesia laxa és una petita planta amb corms que pertany a la família de les iridàcies. És originària de la zona oriental d'Àfrica meridional des de Kenya fins al nord-est de Sud-àfrica. Es cultiva en jardins com a planta ornamental.

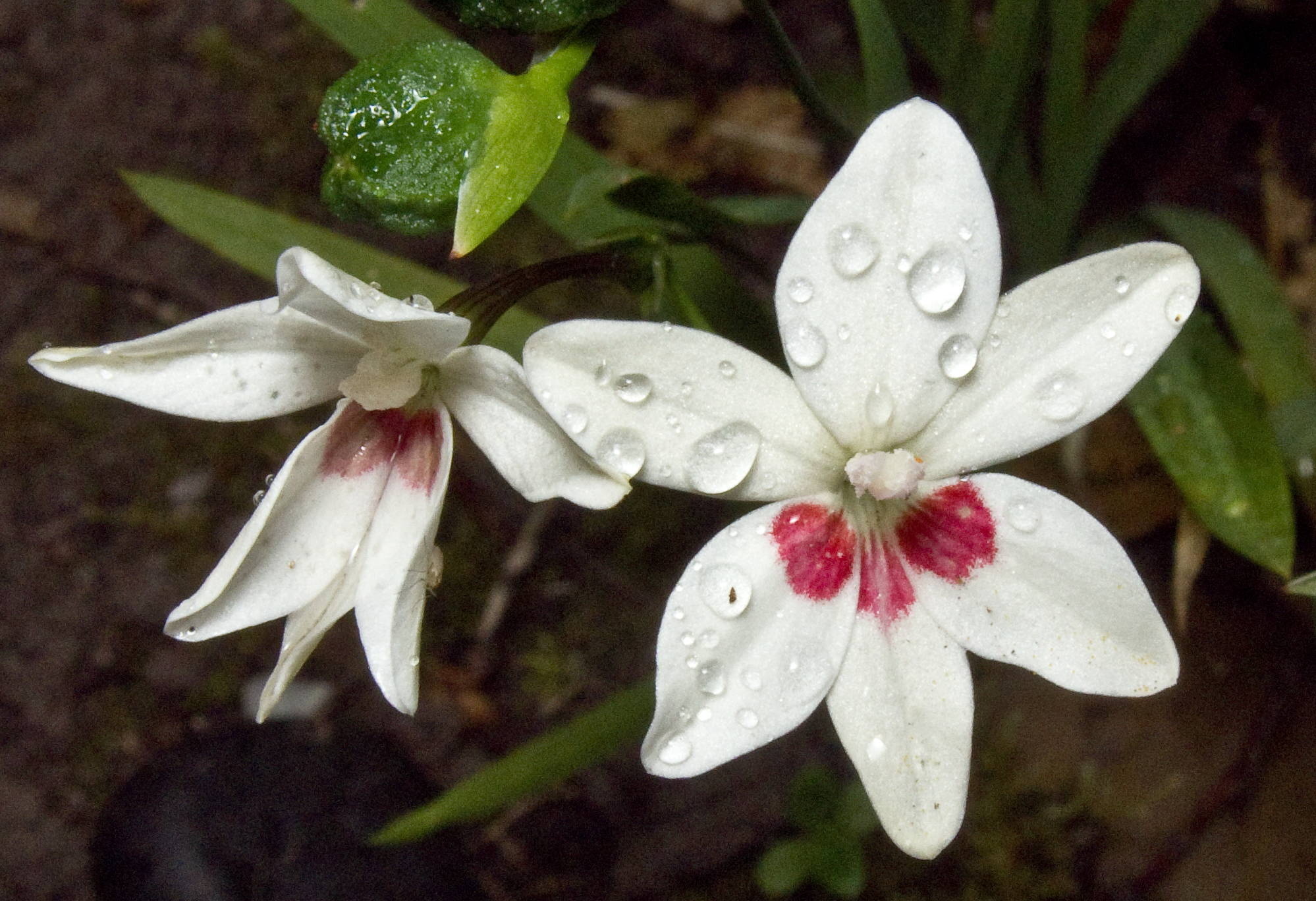
Flors

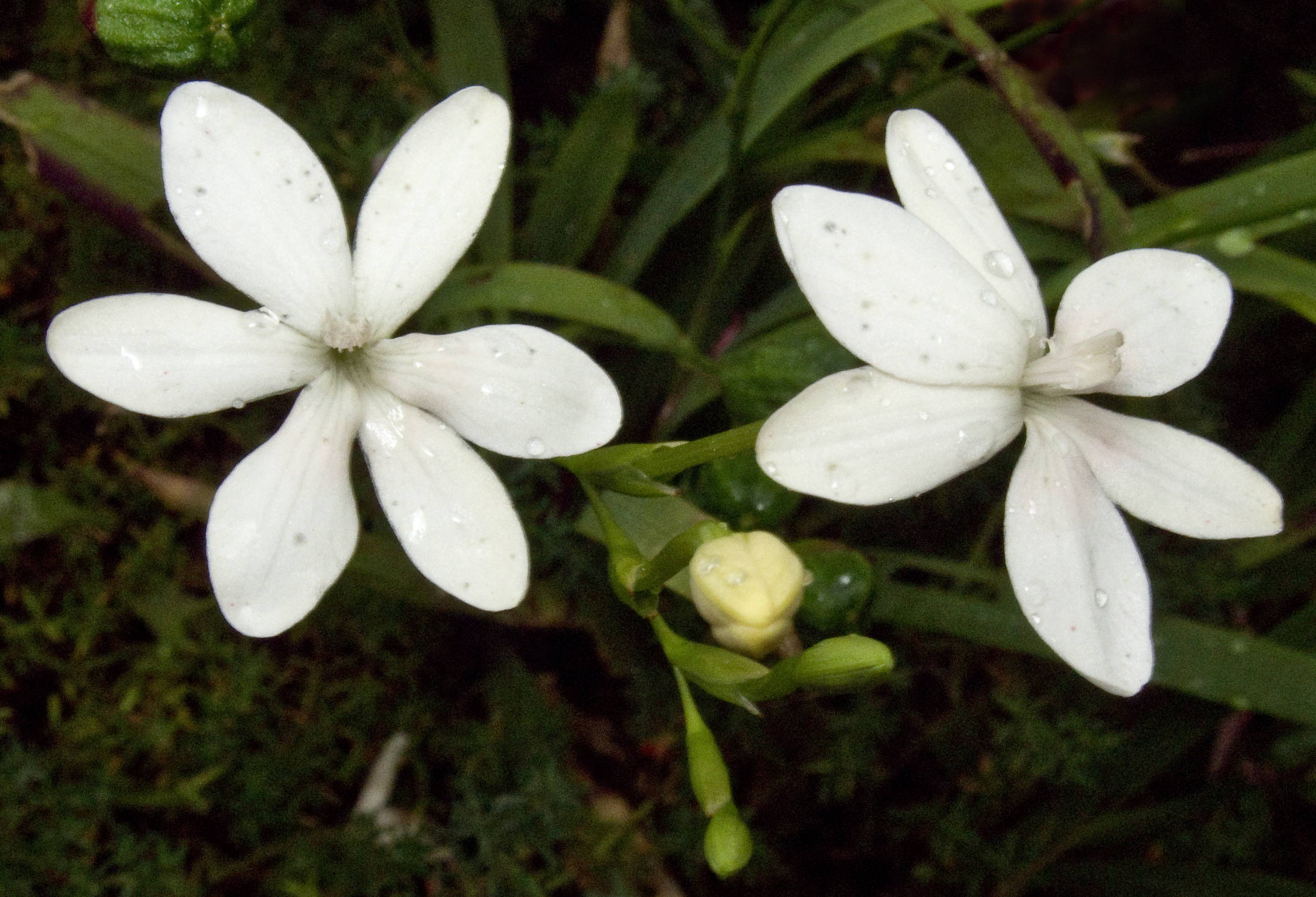
Flors

## Descripció
Freesia laxa creix a partir de corms, assolint uns 15-30 cm d'altura. Les fulles verdes es disposen en forma de ventall pla del que emergeix la tija de la flor. Les flors són aplanades, d'uns 2 cm de diàmetre. El seu color varia considerablement. El color de fons és el color vermell, blanc o blau pàl·lid. Les bases dels tres més baixos tèpals en general tenen un to marcat més fosc, que podrà ser de color vermell o porpra, encara que està absent en la forma de color blanc pur. Les llavors són de color vermell brillant.

## Distribució
És originària de la part oriental d'Àfrica meridional, des de Kenya a Sud-àfrica, on creix en condicions una mica humides. Mor el corm a l'hivern, a créixer de nou al final de la primavera i la floració a l'estiu. En la natura, en l'hemisferi sud, floreix entre octubre i desembre.

## Taxonomia
Freesia laxa va ser descrita per (Thunb.) Goldblatt i J.C.Manning i publicat a Journal of Botany, British and Foreign 66: 141. 1928.
Etimologia
Freesia nom genèric que va ser dedicat en honor del metge alemany Friedrich Heinrich Theodor Freese (1795-1876).
laxa: epítet llatí que significa "laxa".
Sinonímia
- Gladiolus laxus Thunb.
- Meristostigma laxum (Thunb.) A.Dietr.
- Lapeirousia laxa (Thunb.) N.e.br.
- Anomatheca laxa (Thunb.) Goldblatt
- Lapeirousia cruenta (Lindl.) Baker
- Freesia cruenta (Lindl.) Klatt.